# Ајело дел Сабато
Ајело дел Сабато (итал. Aiello del Sabato) је насеље у Италији у округу Авелино, региону Кампанија.
Према процени из 2011. у насељу је живело 1881 становника. Насеље се налази на надморској висини од 423 м.

## Становништво
Према резултатима пописа становништва 2011. у општини је живело 3.971 становника.
| 1931. | 1936. | 1951. | 1961. | 1971. | 1981. | 1991. | 2001. | 2011. |
| ----- | ----- | ----- | ----- | ----- | ----- | ----- | ----- | ----- |
| 2.708 | 2.945 | 3.144 | 2.887 | 2.370 | 2.668 | 2.740 | 3.219 | 3.971 |